# Klaus F. Schneider
Klaus F. Schneider (* 2. Dezember 1958 in Mediasch, Rumänien) ist ein deutscher Dichter und Schriftsteller.

## Leben und Werk
Klaus F. Schneider studierte von 1978 bis 1982 Germanistik und Romanistik in Klausenburg. In dieser Zeit war er Redakteur des deutschsprachigen Teils der Zeitschrift Echinox. Danach war er Lehrer in Mediasch. Schneider übersiedelte 1987 nach Deutschland. Er erhielt mehrere Preise und Förderstipendien, zuletzt 2005 den Dahon Förder Award für Europa.
Schneider schreibt Lyrik und Prosa und übersetzt aus dem Rumänischen. Unter dem Pseudonym Klaus Thaler veröffentlichte er humoristische und groteske Prosa.
Klaus F. Schneider lebte von 1989 bis 2016 in Stuttgart und danach in Tübingen.

## Werke
- Ein Morgen im Eisberg, Dipa, Frankfurt a. M., (1990), Ithaka (2000), ISBN 978-3763805242
- Windbruch, edition Peter Schlack, Stuttgart, (1992),
- Die Boutiqueria Transpyrieret Lambaden, (unter dem Pseudonym Klaus Thaler), Wuz, Freiberg, 1997
- Eine Kunstpartie, Ithaka, Stuttgart (1999), ISBN 978-3933545046
- Autoportrait. Details, Stuttgart (2002)
- Umgehung der Anhaltspunkte, Kyrene, Innsbruck, (2008), ISBN 978-3900009397
- prêt-à-porter, Edition Peter Schlack, Stuttgart (2017)
- DIE ZANKÄPFEL und HAYO UND DER HAMPELAMANN, zwei Kindertheaterstücke, Edition Peter Schlack, Stuttgart (2020)
- Avantgardez vous – 5 nach 12 transdadaistische Hyperthesen aus der Badewanne, hochroth, Berlin (2021)
- Vom Kamm – 10 szenische Asymptoten, Edition Goetz, Stuttgart (2021)

## Preise und Stipendien
- 1985 Silberdistel-Förderpreis, Kronstadt, Rumänien
- 1991 Stipendiat der Kunststiftung Baden-Württemberg[2]
- 1999 Stipendium des Landes Baden-Württemberg